# Phenacohelix pilula
Phenacohelix pilula är en snäckart som först beskrevs av Reeve 1852.  Phenacohelix pilula ingår i släktet Phenacohelix och familjen Charopidae. Inga underarter finns listade i Catalogue of Life.